# 澳門2018年度頒授勳章、獎章和獎狀名單
澳門2018年度頒授勳章、獎章和獎狀名單於2018年12月19日由澳門特別行政區行政長官崔世安簽署，並於《澳門特別行政區政府公報》公布，共有46位人士、團體、機構分別獲授勳，表揚他們在個人成就、社會貢獻或服務澳門特別行政區方面有傑出的表現。勳章、奬章和奬狀頒授儀式於2019年1月9日在澳門文化中心綜合劇院舉行。

## 榮譽勳章
金蓮花榮譽勳章
- 陳明金

銀蓮花榮譽勳章
- 馮志強
- 何厚鏜
- 關翠杏
- 黃俊華

## 功績勛章
專業功績勛章
- 許敖敖
- 郭昌宇
- Maria Paula de Matos Pimenta Simões
- 麥誠軒

工商功績勛章
- 莫志偉
- 葉紹文
- 黃健中

旅遊功績勛章
- 西南飯店
- 六棉酒家

教育功績勛章
- 蔡冠深
- 蘇朝暉
- 聖瑪大肋納學校
- 鄧少蘭

文化功績勛章
- 澳門日報

仁愛功績勳章
- 李斌生
- 澳門工會聯合總會
- 澳門婦女聯合總會
- 澳門歸僑總會

體育功績勳章
- 尤俊賢
- 李禕
- 蘇瑞林
- 許朗
- 黃淑怡

## 傑出服務獎章
英勇獎章
- 民防行動中心
- 仁伯爵綜合醫院急診部
- 鄒家昌

勞績獎章
- 趙汝樂
- 黃社平
- 敖國廉
- 鄧光銳

社會服務獎章
- 林衛華
- 陳銳洸
- 馬祖妮（Marjory Rangel de Faria Vendramini）
- 澳門利民會

## 獎狀
榮譽獎狀
- 馬學章
- 薛雷諾（Vítor Paulo da Costa Sereno）
- 劉良

功績獎狀
- 林愛敏
- 余彩紅
- 培正中學“國際科學與工程大獎賽2018（Intel ISEF）”
- 梁英偉